# Dannazione

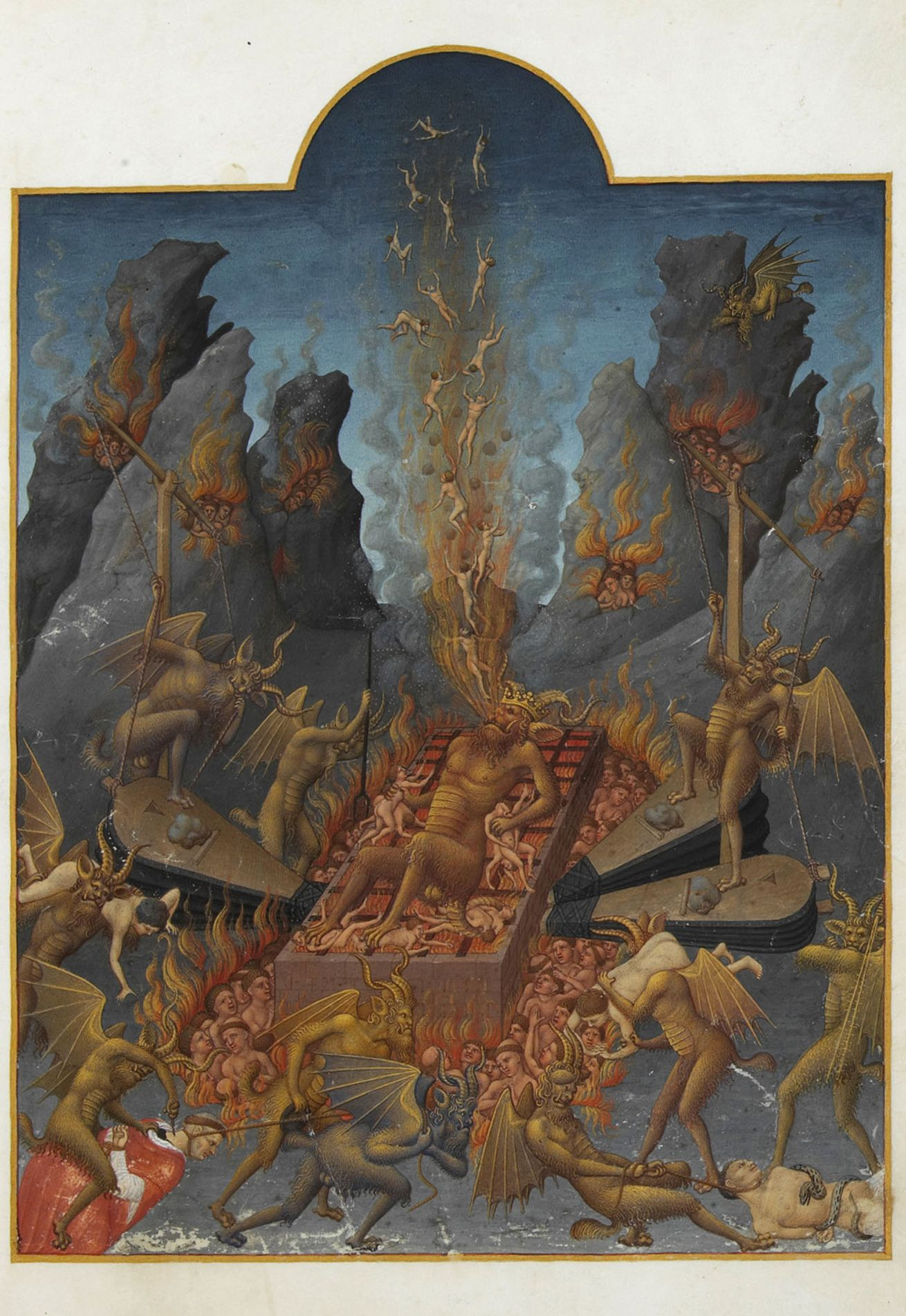
La graticola infernale: Lucifero tortura le anime dei dannati e si fa torturare a sua volta. Miniatura dei Fratelli Limbourg contenuta nel Très riches heures du Duc de Berry.

La dannazione ha significati differenti a seconda dei contesti: può indicare una generica condanna, oppure, in alcune forme del credo del cristianesimo, è la punizione che Dio riserva alle persone non redente dal peccato le cui anime vengono condannate all'inferno per l'eternità; può essere poi, in senso figurato, la causa per cui qualcuno si danna l'anima o si dispera e, infine, una esclamazione di disappunto. L’idea del Dio misericordioso porta i teologi ad affermare che non si tratterebbe di una punizione divina, ma di una condizione che non dipende in alcun modo da Dio che è causa solo di bene. Sarebbe l’uomo stesso che si condanna da solo all’inferno, e quindi alla dannazione eterna attraverso le sue cattive scelte.

## Etimologia
Deriva dal latino damnatio. Nella lingua proto-indo-europea originale si pensa che sia stata una radice dap-, che era presente nel latino ed in parole della lingua greca che indicavano "festa" e "spesa". (La improbabile connessione è che le feste tendono ad essere costose.) In latino questa radice si accompagnava ad un sostantivo primigenio latino, ovverosia *dapnom, che evolse nella forma classica latina damnum = "danno" o "spesa". Ma esisteva una radice linguistica nel sanscrito dei Veda che era simile sia nella fonetica dabh o dambh che nel significato "danno".
La parola latina damnun non aveva raggiunto ancora toni di imprecazione esclusivamente religiosi. Da questa parola derivano le parole inglesi condemn ("condanna"); damnified ("dannificato", un aggettivo obsoleto che significa "danneggiato"); damage.
Comincia ad essere utilizzato per indicare il trovato colpevole nelle corti giudiziarie; ma, per esempio, uno dei primi trattati in lingua francese riferito ai Giuramenti di Strasburgo includeva la frase latina in damno sit ("causerà danneggiamento").

## Nella religione cristiana
Una delle concezioni sulla raffigurazione dell'inferno è quella di una sofferenza "contemplativa" eterna per la consapevolezza dell'irrevocabile mancato accesso al paradiso (simile a quella temporanea che si sperimenterebbe nel purgatorio cattolico). Un'altra, raffigurata nell'Inferno di Dante Alighieri, viene rappresentata come una serie di gironi con punizioni tremende, diversificate a seconda del peccato commesso. Questa concezione sembra ricalcare l'inferno degli antichi greci, noto come il Tartaro.
La concezione che sembra più adeguata alle parole di Gesù, derivata dalle sue parole nei vangeli che parlano della Geenna di fuoco (Matteo 5,22-30), sembra la semplice discarica dell'anima nella spazzatura.
Nelle tradizioni Cristiane Orientali della Chiesa ortodossa, così come in alcune tradizioni occidentali, la dannazione non viene vista come un metodo di punizione legalistico esercitato da un Dio furioso o rancoroso per uno "scivolamento" nel rispetto di un insieme di regole spirituali. Invece, si descrive come uno stato perenne di consapevole e volontaria separazione da Dio, uno stato in cui tutti gli umani nascono, ma del quale il Cristo è il mediatore ed il "Grande Taumaturgo".